# Arrhenia alnetora
Arrhenia alnetora är en lavart som först beskrevs av Rolf Singer, och fick sitt nu gällande namn av Redhead 1984. Arrhenia alnetora ingår i släktet Arrhenia och familjen Tricholomataceae.   Inga underarter finns listade i Catalogue of Life.